# Günther Ibing
Günther Ibing (* 31. März 1910 in Mülheim an der Ruhr; † 19. Oktober 1992 ebenda) war ein deutscher Manager.

## Leben

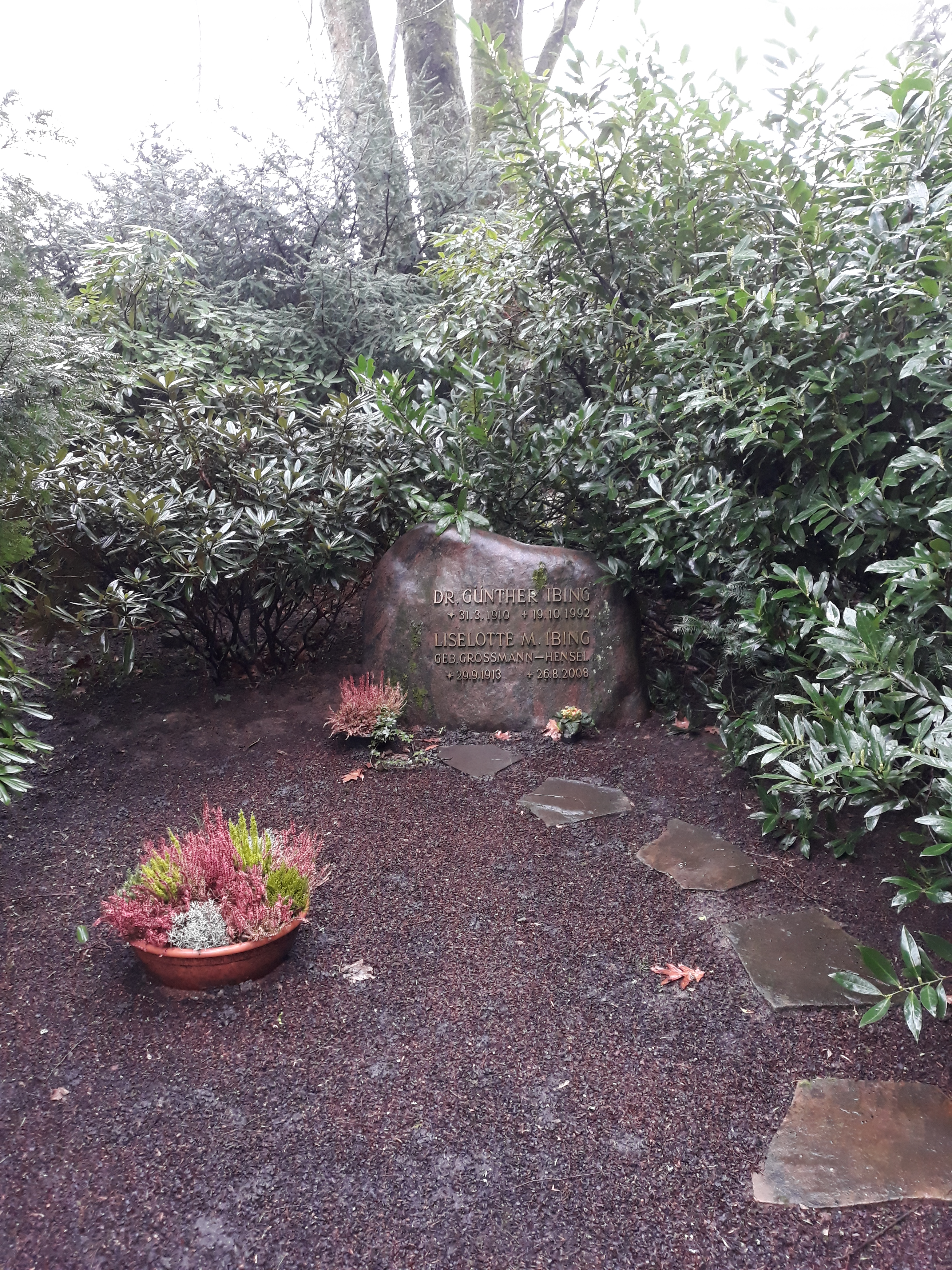
Ibings Grab in Mülheim

Ibing war Sohn des Dipl.-Ing. Otto Ibing und seiner Frau Käthe geb. Lankhorst. Er begann an der Philipps-Universität Marburg Chemie zu studieren und wurde am 26. Januar 1929 im Corps Teutonia zu Marburg recipiert. Mit ihm aktiv waren Paul Joachimi und Heinz Grießmann. Er wechselte an die Universität Rostock, die Rheinische Friedrich-Wilhelms-Universität Bonn und das Kaiser-Wilhelm-Institut für Kohlenforschung. Als Diplom-Chemiker wurde er 1935 zum Dr. phil. promoviert. Ab 1936 war er als Chemiker auf der Zeche Mathias Stinnes, ab 1938 bei der Ruhröl GmbH in Bottrop, ab 1949 als Werksdirektor. 1967–1973 saß er im Vorstand der Steinkohlen-Bergwerke Mathias Stinnes und der Scholven-Chemie AG (VEBA). Verheiratet war er seit 1936 mit Liselotte geb. Großmann-Hensel. Der Ehe entstammen zwei Töchter und zwei Söhne.